# Anzi (kommun i Marocko)
Anzi (franska: Anzi (CR), Anzi (Commune Rurale), arabiska: أيت ايسافن) är en kommun i Marocko.   Den ligger i provinsen Tiznit och regionen Souss-Massa, i den centrala delen av landet, 500 km söder om huvudstaden Rabat. Antalet invånare är 6 600.